# Jürgen Stamm
Jürgen Stamm (* 1968 in Lippstadt) ist ein deutscher Jurist und Hochschullehrer an der Friedrich-Alexander-Universität Erlangen-Nürnberg.

## Leben
Stamm studierte ab 1990 Rechtswissenschaften an den Universitäten Münster und Bochum und schloss das Studium 1995 mit dem Ersten Juristischen Staatsexamens ab. Seit 1992 war er wissenschaftliche Hilfskraft, nach dem Ersten Staatsexamens wissenschaftlicher Mitarbeiter am Lehrstuhl von Berthold Kupisch, bei dem er 1996 promovierte. Seine Dissertation wurde mit dem Harry-Westermann-Preis der Universität Münster ausgezeichnet. Es folgten das Rechtsreferendariat in Bochum und 1998 das Zweite Staatsexamen. 
Danach arbeitete Stamm zunächst als Rechtsanwalt in Bochum und Köln, wo er 2000 mit Kollegen eine Kanzlei gründete. Während seiner Tätigkeit als Rechtsanwalt arbeitete er aber bereits an seiner Habilitationsschrift, die er 2006 bei Helmut Rüßmann in Saarbrücken abschloss. Nach der Verleihung der venia legendi für die Fächer Bürgerliches Recht, Zivilprozessrecht, internationales Verfahrensrecht und Arbeitsrecht trat Stamm seine erste Professur an der Universität Tübingen an. Dort blieb er zwei Jahre, bevor er 2008 als Nachfolger für den emeritierten Reinhard Greger an die Universität Erlangen auf den Lehrstuhl für Bürgerliches Recht, Zivilprozessrecht, Insolvenzrecht und Freiwillige Gerichtsbarkeit wechselte. 
Jürgen Stamm ist verheiratet und Vater zweier Kinder. Seine Forschungsschwerpunkte liegen im privaten Bau- und Architektenrecht (wofür er zuvor als Fachanwalt gearbeitet hatte) und im Zivilverfahrensrecht.

## Werke (Auswahl)
- Regreßfiguren im Zivilrecht, eine Rückbesinnung auf die Gesamtschuld unter Neubewertung des Zessionsregresses gemäß § 255 BGB und der Drittschadensliquidation. Duncker & Humblot, Berlin 2000, ISBN 978-3-428-10223-5 (Dissertation).
- Die Auflassungsvormerkung, eine Fiktion der bedingten Verfügung im Immobiliarsachenrecht. Duncker & Humblot, Berlin 2003, ISBN 978-3-428-10420-8.
- Die Prinzipien und Grundstrukturen des Zwangsvollstreckungsrechts. Ein Beitrag zur Rechtsvereinheitlichung auf europäischer Ebene. Mohr Siebeck, Tübingen 2007, ISBN 978-3-16-149246-4 (Habilitationsschrift).
- (Hrsg.), Festschrift für Helmut Rüßmann. juris, Saarbrücken 2012, ISBN 978-3-86330-021-0.
- Das Zurückweisungsrecht und die Mängeleinrede. Die Verteidigungsrechte des Käufers vor und nach der Annahme einer mangelhaften Kaufsache (= Schriften zum bürgerlichen Recht, Bd. 558). Duncker & Humblot, Berlin 2023, ISBN 978-3-428-18803-1.